# Штефан Рузовицки
Штефан Рузовицки (Беч, 25. децембар 1961) аустријски је филмски редитељ и сценариста.

## Биографија
Рузовицки је рођен у Бечу. Студирао је драму и историју на Универзитету у Бечу и почео да режира музичке спотове, на пример за NSYNC и рекламе.
Године 1996. Рузовицки је представио свој први играни филм Темпо о групи младих који живе у Бечу. Након тога је награђен Max Ophüls Preis. Његов следећи дугометражни филм, Наследници, смештен у рурални Мулвиертел у Горњој Аустрији, изашао је 1998. године и награђен је за најбољи филм на Филмском фестивалу у Ротердаму, као и на Филмском фестивалу Фландрија. Такође је добио награду на Међународном филмском фестивалу у Ваљадолиду.
Године 2000. режирао је успешни немачки хорор филм Анатомија са Франком Потенте у главној улози, а 2003. подједнако добро прихваћен наставак Анатомија 2. Између ове две међународне копродукције Рузовицког, филм Сви краљичини људи из 2001, са Метом ЛеБланом и Едијем Изардом у главним улогама, наишао је на лош пријем од стране критике и гледалаца.
Године 2007. Фалсификатори Рузовицког су премијерно приказани на Међународном филмском фестивалу у Берлину и били су номиновани за награду Златни медвед. Филм је заснован на сећањима Адолфа Бургера, јеврејског словачког типографа и преживелог холокауста који је учествовао у операцији Бернхард. Фалсификатори, номиновани у име аустријске кинематографије, освојили су Оскара за најбољи филм на страном језику на 80. додели Оскара 24. фебруара 2008.
Године 2010. Рузовицки је режирао своју прву оперску представу Чаробни стрелац за бечки Theater an der Wien.
Године 2013. режирао је деведесетоминутну публицистичку драму Дас радикал Босе која аутентичним писмима и интервјуисањем стручњака за психологију, војску и историју настоји да објасни менталитет „обичних“ припадника Ајнзацгрупе и војника Вермахта који су извршили Холокауст, углавном заснован на књизи Обични људи Кристофера Браунинга из 1992. која ефикасност немачке машинерије за убијање приписује друштвеним механизмима конформизма и притиска вршњака, а не расној мржњи.
Током 2022. режирао је неколико епизода Нетфликсове серије Варвари.

## Награде
- 2007 – Фалсификатори – Оскар за најбољи филм на страном језику (победник)

## Филмографија
- 1996 – Темпо – сценариста и редитељ
- 1998 – Наследници – сценариста и редитељ
- 2000 – Анатомија – сценариста и редитељ
- 2001 – Сви краљичини људи – редитељ
- 2003 – Анатомија 2 – сценариста и редитељ
- 2007 – Фалсификатори – сценариста и редитељ
- 2009 – Вештица Лили: Змај и магична књига – сценариста и редитељ
- 2012 – Дедфол – редитељ
- 2017 – Хладни пакао – редитељ
- 2017 – Нулти пацијент – редитељ
- 2019 - 8 година - редитељ
- 2020: – Нарцис и Златоусти (Narziss und Goldmund) - редитељ
- 2021: – Залеђе – редитељ